# مونستر (محافظة أيرلندية)
مونستر هي إحدى محافظات أيرلندا الأربعة.